# 尼普西·拉塞尔
尼普西·拉塞尔（英語：Julius "Nipsey" Russell，1918年9月15日—2005年10月2日），是一位美国喜剧演员、诗人和舞蹈家，他以20世纪60年代到90年代在数个电视游戏节目上担任嘉宾而闻名。拉塞尔还常在广播中朗诵短小而幽默的诗歌，因而得到了“电视界的桂冠诗人”这一绰号。他也是电影《新绿野仙踪》中锡人（Tin Man）的扮演者。